# Хамбургер, Виктор
Виктор Хамбургер (Viktor Hamburger; 9 июля 1900 г., Каменная Гора, Силезия, Германия (ныне Польша) — 12 июня 2001 г., Сент-Луис, Миссури) — немецко-американский эмбриолог, пионер нейроэмбриологии. Эмерит-профессор Университета Вашингтона в Сент-Луисе, член НАН США, удостоен Национальной научной медали США (1989).

## Биография
Учился зоологии в Бреслау, Гейдельберге и Мюнхене.
В 1920 году зачислился во Фрайбургский университет в лабораторию Ханса Шпемана, впоследствии Нобелевского лауреата (1935), учеником которого и стал. Во Фрайбурге В. Хамбургер также сблизился с Хильдой Мангольд и Johannes Holtfreter. В 1925 году получил докторскую степень.
Оказавшись в 1932 году по стипендии в США в Чикагском университете, с 1935 года работал в Университете Вашингтона в Сент-Луисе: первоначально ассистент-профессор, с 1939 года ассоциированный профессор, с 1941 года полный профессор и заведующий кафедрой зоологии, во главе которой находился четверть века (по 1966), с 1969 года — эмерит. В 1947 году пригласил в свою лабораторию Риту Леви-Монтальчини (в 1986 году она получит Нобелевскую премию), она останется работать в ней на протяжении более 20 лет.
В 1976 году удостоен почётной докторской степени Университета Вашингтона в Сент-Луисе.
Член НАН США (1953) и Американской академии искусств и наук (1959). Почётный доктор Уппсальского университета (1984).
В 2002 в его честь совет директоров Society for Developmental Biology учредил премию его имени Viktor Hamburger Outstanding Educator Prize, первым её удостоенным в том же году стал Скотт Гилберт.
Также существует Viktor Hamburger Award присуждаемая International Society for Developmental Neuroscience (ISDN).

## Награды
- Wakeman Award (1978)
- Ross Harrison Prize[англ.], International Society of Developmental Biologists (1981)
- Премия Луизы Гросс Хорвиц (1983)
- Премия Ральфа Джерарда[нем.] (1985)
- Национальная научная медаль США (1989)
- Karl Lashley Award Американского философского общества (1990)
- Lifetime Achievement Award, Society for Developmental Biology[англ.] (2000)